# Lísies (orador)

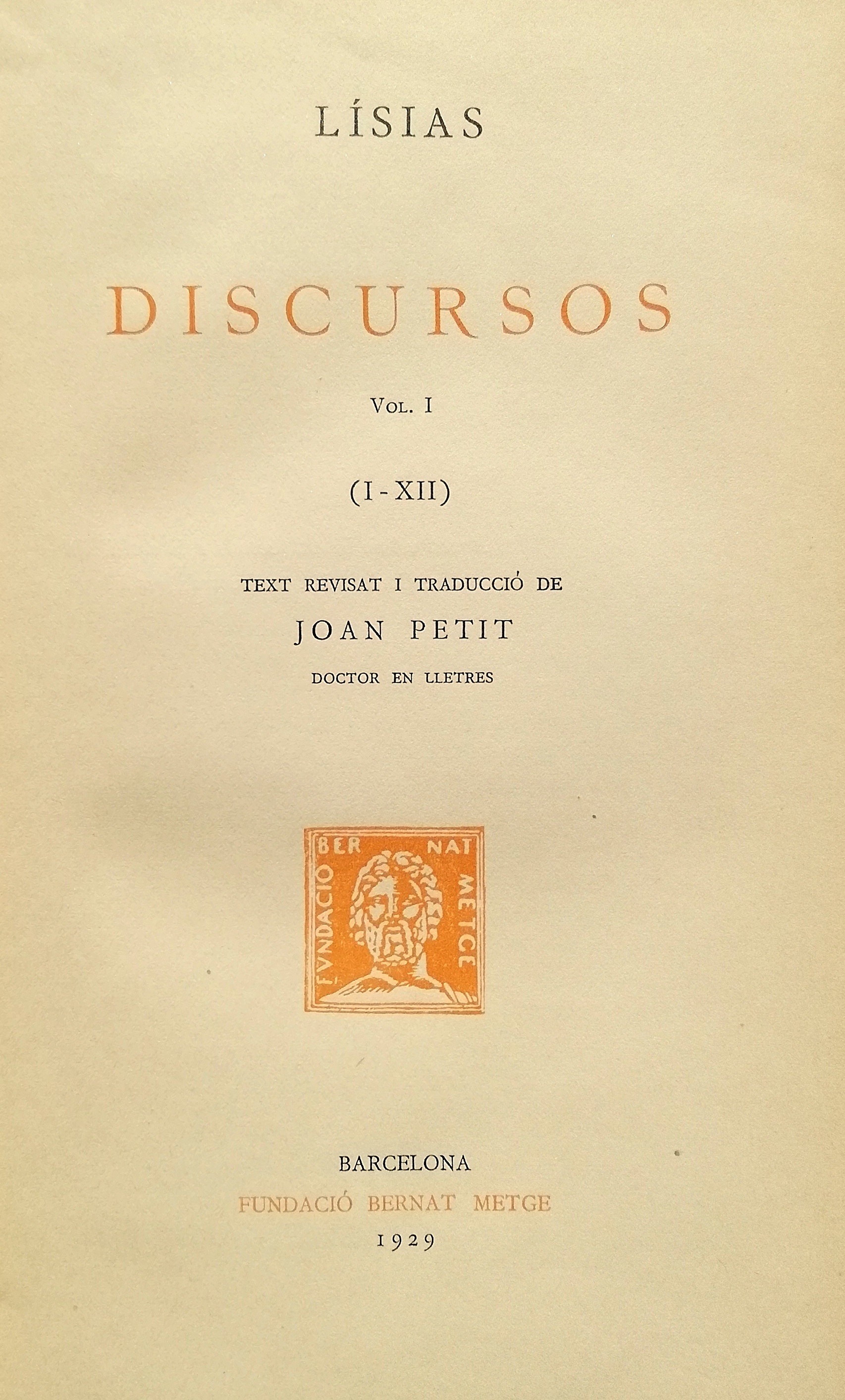
Traducció catalana de Discursos de Lísies (1er volum) publicats per la Fundació Bernat Metge dins la Col·lecció Fundació Bernat Metge l'any 1929

Lísies (Lysias Λυσίας) (vers 458 aC-378 aC) fou un orador nascut a Atenes el 458 aC, fill de Cèfal de Siracusa, no gaudí de la ciutadania grega car aquesta l'adquirien a la tercera generació de residència a la polis.
El 443 aC, amb poc més de 15 anys, junt amb dos o tres germans, es va unir als colons atenencs que van anar a poblar Turis a Itàlia. Allí va rebre educació de dos siracusans, Tísies i Nícies, i més tard va participar en l'administració de l'estat segurament en un càrrec secundari. Aristòtil diu que es va dedicar a l'ensenyament de retòrica però no se sap si això encara fou a Turis o quan va retornar a Atenes. Aquí va conèixer Iseu de Calcis, que fou un dels seus deixebles.
El 411 aC, amb 47 anys, va esdevenir sospitós d'afavorir la causa d'Atenes a Turis i els espartans el van expulsar de la ciutat junt amb 300 més i va tornar a Atenes, on aviat el govern del Trenta Tirans, establert després d'Egospòtams, el va mirar com un enemic i la seva propietat fou confiscada sent empresonat a l'espera de ser executat; es va poder escapar i es va refugiar a Mègara.
Quan Trasibul va avançar cap a Atenes per alliberar el seu país, Lísies va invertir tot el que tenia (2000 dracmes) en favor de la revolució, i va reclutar un cos de 302 mercenaris. Trasíbul li va concedir la ciutadania atenenca com a recompensa, però Arquí (Archinus) va aconseguir anul·lar aquesta disposició per un defecte de forma, i Lísies va haver de viure com a membre de la classe dels isòteles, escrivint discursos judicials per altes.
Va morir el 378 aC als 80 anys
Va escriure un mínim de 425 discursos (els crítics consideraven que només 230 eren realment seus) dels quals se'n conserven 35, alguns incomplets i altres probablement espúris. De 53 altres se'n tenen alguns fragments. Només una ("discurs contra Eratòstenes del 403 aC) fou llegida per ell mateix. Va escriure un manual de retòrica (τέχνη ῥητορική) que s'ha perdut.

## Traduccions catalanes
- Discursos - volum I. Traducció grec/català de Joan Petit i Montserrat. Barcelona, Col·lecció Fundació Bernat Metge, any 1929.
- Discursos - volum II. Traducció grec/català de Joan Petit. Col·lecció Fundació Bernat Metge, any 1934.
- Discursos - volum III. Traducció grec/català de Juli Pallí i Bonet. Col·lecció Fundació Bernat Metge, any 2000.